# Świadkowie Jehowy w Ekwadorze

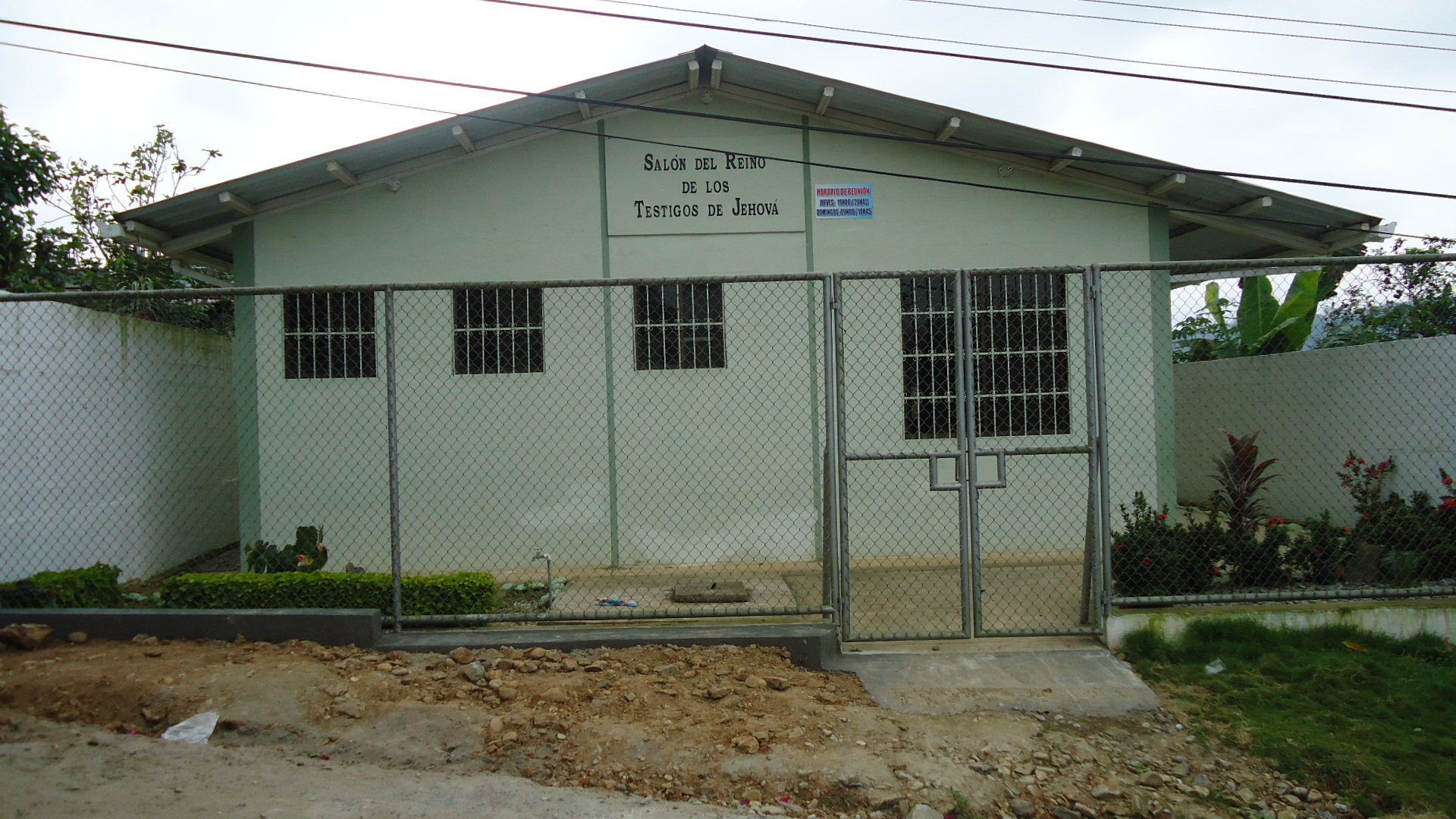
Jedna z Sal Królestwa w Ekwadorze

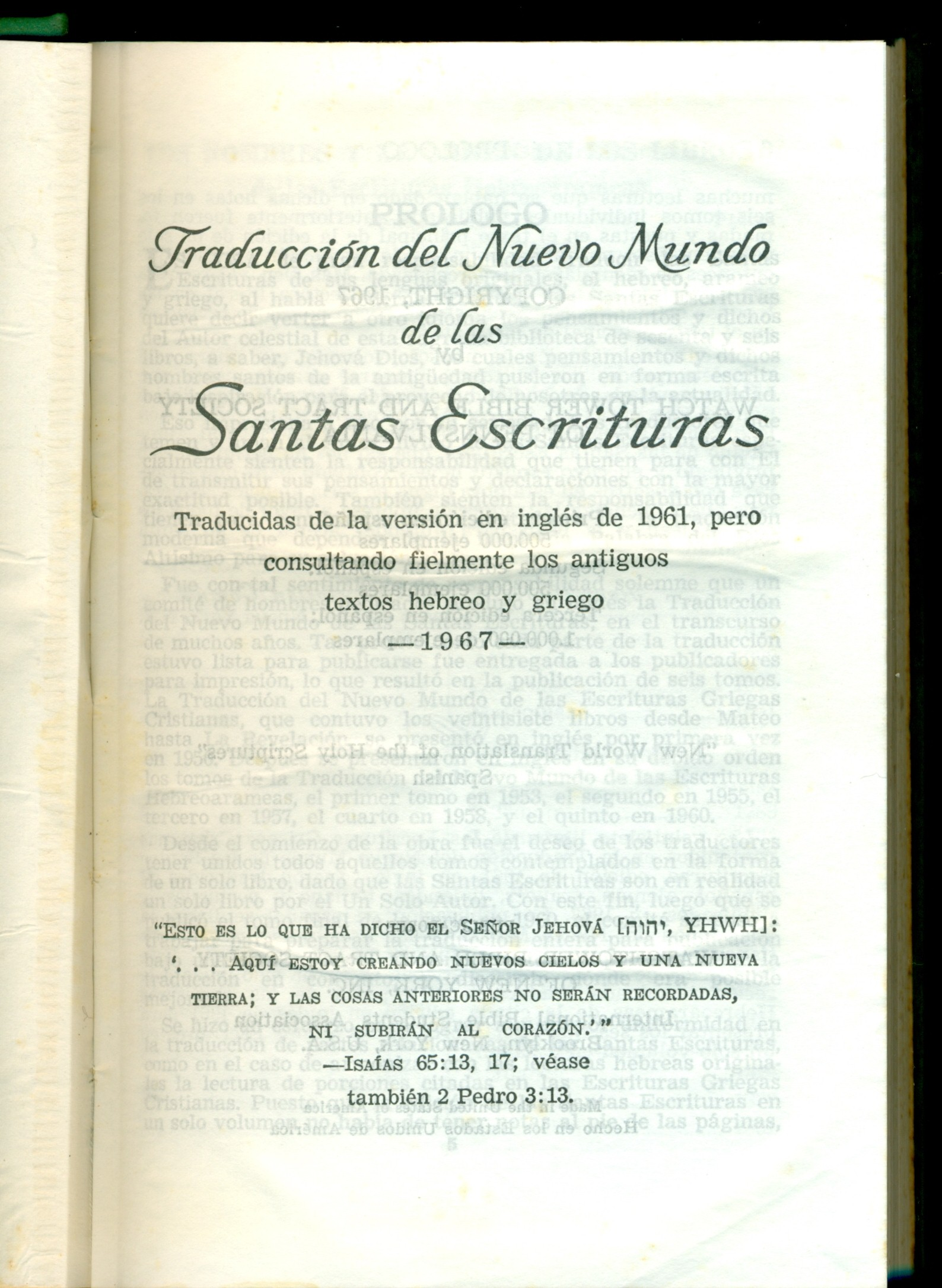
Pismo Święte w Przekładzie Nowego Świata (wyd. w języku hiszpańskim z 1967 roku)

Świadkowie Jehowy w Ekwadorze – społeczność wyznaniowa w Ekwadorze, należąca do ogólnoświatowej wspólnoty Świadków Jehowy, licząca w 2023 roku 100 195 głosicieli, należących do 1212 zborów. W 2023 roku na dorocznej uroczystości Wieczerzy Pańskiej zgromadziło się 282 370 osób. Działalność miejscowych głosicieli koordynuje Biuro Oddziału na przedmieściach Guayaquil. Jedna z 27 wspólnot Świadków Jehowy na świecie, których liczebność przekracza 100 tys. głosicieli.

## Historia

### Początki
W 1935 roku, zachęceni na kongresie w Waszyngtonie, dziesięciomiesięczną kampanię głoszenia w Ekwadorze rozpoczęli dwaj Świadkowie Jehowy z Chile, pionier Theodore Laguna i jego współtowarzysz. W latach 30. XX wieku rozpowszechniono na terenie kraju ponad 15 tysięcy egzemplarzy broszury Królestwo Boże – nadzieja świata.
W latach 1946–1948 przybyli misjonarze z Biblijnej Szkoły Strażnicy – Gilead. W 1946 roku w Ekwadorze działało 14 głosicieli, rok później – 24, a w roku 1948 – 32. W 1946 roku chrzest przyjęli pierwsi Ekwadorczycy, wśród których byli: Pedro Tules i Carlos Salazar, którzy w latach 50. zostali pierwszymi absolwentami Szkoły Gilead pochodzącymi z Ekwadoru.
W marcu 1949 roku Ekwador odwiedzili Nathan H. Knorr i Milton G. Henschel, którzy w Quito wygłosili przemówienia do 82 zgromadzonych, a później w Guayaquil do 280 osób. W Ekwadorze działało wówczas około 50 głosicieli. Postanowiono wówczas o budowie Biura Oddziału w Guayaquil, a pierwszy budynek oddano do użytku w roku 1957.
W roku 1950 przekroczono liczbę 100 głosicieli. W roku 1950 i 1951 przyjechali kolejni misjonarze. W roku 1951 w Ekwadorze działało około 200 głosicieli. W 1955 roku misjonarze dotarli z działalnością kaznodziejską do miasta Cuenca. Rok później misjonarze Carl Dochow i Nicholas Wesley byli jedynymi Świadkami Jehowy w okolicy miasta Machala. W 1958 roku po kongresie międzynarodowym pod hasłem „Wola Boża” do Ekwadoru przyjechało ponad 100 głosicieli, którzy przenieśli się na ten teren. W Guayaquil Świadkami Jehowy zostali polscy imigranci – Jan (John) i Dora Furgała, którzy zostali gorliwymi głosicielami. Furgała prowadził sklep żelazny, w którym urządził wystawę publikacji biblijnych.
W 1959 roku w kraju przebywał z kolejną wizytą Nathan H. Knorr z Ciała Kierowniczego. Spotkał się on z grupą 120 osób, którzy przenieśli się do Ekwadoru w celu prowadzenia działalności kaznodziejskiej. Rok później w Machali wybudowano pierwszą w Ekwadorze Salę Królestwa, stanowiącą własność zboru. Na zebrania w tym mieście przychodziło wtedy około 15 osób.

### Rozwój działalności
W 1963 roku w Ekwadorze zanotowano liczbę 1000 głosicieli. Cztery lata później w Guayaquil odbył się pierwszy w kraju kongres międzynarodowy pod hasłem „Synowie Boży – synami wolności” z udziałem 400 delegatów z kilkunastu krajów. Liczba obecnych wyniosła 2723 osoby, a 172 osoby zostały ochrzczone. W kraju działało 1616 głosicieli.
W styczniu 1974 roku w Quito odbył się kongres pod hasłem „Boskie zwycięstwo”.
W 1975 roku liczba ekwadorskich Świadków Jehowy przekroczyła 6000 osób. W tym samym roku Ekwador odwiedził Grant Suiter z Ciała Kierowniczego. W styczniu 1979 w Guayaquil odbył się drugi kongres międzynarodowy pod hasłem „Zwycięska wiara”.
W 1984 roku w stolicy powstała pierwsza Sala Zgromadzeń na ponad 3000 osób. Rok później utworzono Biuro Oddziału. W 1987 roku oddano do użytku nowe Biuro Oddziału poza Guayaquil. Okolicznościowe przemówienie do 14 322 słuchaczy wygłosił Daniel Sydlik.
19 listopada 1994 roku oddano do użytku rozbudowane obiekty Biura Oddziału w Ekwadorze, leżące 20 kilometrów od portowego miasta Guayaquil. Z tej okazji Milton Henschel przemawiał do 35 992 osób.
W latach dziewięćdziesiątych Świadkowie Jehowy przetłumaczyli różne publikacje na ujednolicony język keczua używany w Ekwadorze.
W 1999 roku Świadkowie Jehowy zorganizowali pomoc dla współwyznawców, którym powódź zniszczyła domy. 20 listopada 2002 roku w mieście Riobamba wybuchł arsenał broni. Świadkowie Jehowy zorganizowali pomoc dla 950 tamtejszych współwyznawców. W miejscowej Sali Zgromadzeń na specjalnym spotkaniu liczba obecnych wyniosła 1421 osób.
W 2003 roku oddano do użytku Salę Zgromadzeń w Machali, trzy lata później oddano do użytku Salę Zgromadzeń w Cuenca.
W 2007 roku w Ekwadorze działało 59 547 głosicieli. Dwa lata później ich liczba wzrosła do przeszło 67 000. W 2010 roku przekroczono liczbę 70 tysięcy, a w 2013 roku 81 tysięcy głosicieli, wśród nich ponad 600 pionierów z przeszło 20 krajów.
W 2014 roku ponad 100-osobowy tłum na czele z księdzem zmusił Świadków Jehowy do przerwania prac przy budowie Sali Królestwa w San Juan de Ilumán niedaleko Otavalo. Władze miejscowej społeczności indiańskiej zabroniły Świadkom Jehowy spotykania się na zebraniach religijnych. Po wniesieniu skargi do sądu władze społeczności przestały się sprzeciwiać i zgodziły się na wznowienie zebrań i dokończenie budowy Sali Królestwa. Przedstawiciele Świadków Jehowy zwrócili się do sądów wyższej instancji o wydanie orzeczenia w kwestii: Czy rdzenne społeczności muszą przestrzegać międzynarodowych praw człowieka? 16 lipca 2020 roku sprawę rozpatrzył Trybunał Konstytucyjny. Chociaż ogólnoświatowa organizacja Świadków Jehowy nie była stroną w postępowaniu sądowym, sędziowie zgodzili się, żeby około 40 Świadków Jehowy z zagranicy wzięło w nim udział w charakterze amicus curiae, który oferuje sądowi opinię prawną dotyczącą przedmiotu postępowania.
W dniach 23–25 stycznia 2015 roku w Quito odbył się kongres międzynarodowy pod hasłem „Szukajmy najpierw Królestwa Bożego!” z udziałem 148 246 osób, w tym 3000 zagranicznych delegatów. Ciało Kierownicze Świadków Jehowy reprezentował Anthony Morris.
21 marca 2015 roku ze specjalnego programu przeprowadzonego z okazji wizyty przedstawiciela Biura Głównego Świadków Jehowy skorzystało 115 453 osób.
W kwietniu 2016 roku zorganizowano pomoc humanitarną dla współwyznawców poszkodowanych przez trzęsienie ziemi. Założyli oni dwa centra pomocy – w miastach Pedernales i Manta.
19 maja 2018 roku w Guayaquil ogłoszono wydanie Ewangelii według Mateusza w „Przekładzie Nowego Świata” w ekwadorskim języku migowym. W listopadzie 2018 roku odbył się kongres specjalny pod hasłem „Bądź odważny!” w peruwiańskiej Limie z udziałem delegacji z Ekwadoru.
Od 14 do 16 czerwca 2019 roku w Guayaquil odbył się kongres międzynarodowy pod hasłem „Miłość nigdy nie zawodzi!” z udziałem 53 055 osób, w tym ponad 5300 zagranicznych delegatów z przeszło 45 krajów (w tym z Polski). Delegacje z Ekwadoru uczestniczyły w kongresie międzynarodowym w Polsce, Francji i Stanach Zjednoczonych. W 2019 roku przekroczono liczbę 100 tysięcy głosicieli. W 2021 roku osiągnięto liczbę 101 608 głosicieli, a na uroczystości Wieczerzy Pańskiej zgromadziło się 357 448 osób.
24 sierpnia 2021 roku Trybunał Konstytucyjny wydał wyrok potwierdzający, że w rdzennej społeczności San Juan de Ilumán w prowincji Imbabura zostało naruszone prawo do praktykowania religii. Orzekł, że sądy niższej instancji naruszyły swobody religijne. Skierował władze miejscowej społeczności oraz sędziów na zajęcia z zakresu tolerancji religijnej i kulturowej. Poza tym miejscowym władzom polecono chronić „współistnienie różnych systemów wierzeń i kultur, zwłaszcza działalność religijną” Świadków Jehowy.
5 marca 2022 roku Alan Costa, członek miejscowego Komitetu Oddziału, ogłosił wydanie Chrześcijańskich Pism Greckich w Przekładzie Nowego Świata w keczuańskich dialektach używanych w prowincjach Chimborazo oraz Imbabura. W związku z pandemią COVID-19 zorganizowano specjalne zebrania w trybie wideokonferencji. Dialektem Chimborazo posługuje się około 644 głosicieli w 15 zborach i 2 grupach, a dialektem Imbabura 410 głosicieli w 9 zborach.
W październiku 2022 roku w związku z finałem Copa Libertadores w Guayaquil, około 1500 Świadków Jehowy w 45 punktach prowadziło działalność kaznodziejską za pomocą 135 wózków z literaturą biblijną. Rozpowszechniono 5139 bezpłatnych publikacji. Od 20 do 24 września 2023 roku Świadkowie Jehowy uczestniczyli w 9. Międzynarodowych Targach Książki w Guayaquil. W 2024 roku delegacje z Ekwadoru brały udział w kongresach specjalnych pod hasłem „Głośmy dobrą nowinę!” w Chile i Stanach Zjednoczonych.
Zebrania zborowe odbywają się w języku hiszpańskim, angielskim, ekwadorskim migowym, chińskim, keczua (Cañar), keczua (Chibuleo), keczua (Chimborazo), keczua (Ekwador), keczua (Imbabura), keczua (Pastaza), keczua (Santiago del Estero), keczua (Salasaca), keczua (Tena) oraz shuar. Kongresy odbywają się w językach: hiszpańskim, ekwadorskim migowym, angielskim, chińskim, keczua (Chimborazo), keczua (Imbabura) oraz shuar. W Ekwadorze funkcjonuje 659 Sal Królestwa.
W Biurze Oddziału oraz w Biurach Tłumaczeń literatura biblijna tłumaczona jest na kilka odmian języka keczua (w Otavalo: dialekt z Imbabura; Riobamba: dialekt z Chimborazo), język shuar oraz na ekwadorski język migowy. Poza tym Biuro Oddziału organizuje kursy językowe w 16 językach. W Quito znajduje się jeden z 17 ośrodków szkoleń biblijnych na świecie. W miejscowym Biurze Oddziału prezentowana jest ekspozycja Biblii w językach używanych w Ekwadorze.